# Dasylophia dares
Dasylophia dares är en fjärilsart som beskrevs av Druce 1894. Dasylophia dares ingår i släktet Dasylophia och familjen tandspinnare. Inga underarter finns listade i Catalogue of Life.